# مارك بوتشر
مارك بوتشر (23 أغسطس 1972 في المملكة المتحدة - ) (بالإنجليزية: Mark Butcher) هو لاعب كريكت بريطاني. شارك مع منتخب إنجلترا للكريكت. أما مع النوادي، فقد لعب مع نادي مقاطعة سري للكريكت ‏.

## وصلات خارجية
- مارك بوتشر على موقع إي آس بي آن كريك إنفو (الإنجليزية)